# Bitdefender GravityZone
Bitdefender GravityZone — централизованная консоль управления продуктами семейства BitDefender Security для небольших и средних компаний
Консоль позволяет управлять следующими продуктами:
- Bitdefender Security for Endpoints
- Bitdefender Security for Virtualized Endpoints
- Bitdefender Security for Mobile Devices

Функции:
- удаленное администрирование профилей и групповых политик безопасности позволит установить специальный доступ для Android устройств, вплоть до графика предопределенных часов получения веб-доступа;
- переключение профилей, охватывающих соединения и шифрования (VPN) — защита конфиденциальной информации, требующей специального доступа;
- централизованное управление потерянными или украденными устройствами — предотвращение утечки конфиденциальной информации;
- защита корпоративной сети от взлома пользовательских аккаунтов на принесенных устройствах

В мае 2014 исследователь безопасности Стефан Вибок обнаружил три уязвимости GravityZone, позволяющие перехватить управление всеми оконечными точками при наличии доступа к серверу, на котором установлена консоль (либо при наличии доступа к базе данных). Две из трех проблем были исправлены специалистами компании BitDefender начиная с версии 5.1.11.432, относительно оставщейся производитель рекомендует настроить файрвол так, чтобы он препятствовал удаленному доступу к MongoDB.